# Marasmius buxi
Marasmius buxi är en svampart som beskrevs av Fr. 1872. Marasmius buxi ingår i släktet Marasmius och familjen Marasmiaceae.  Artens status i Sverige är: Ej påträffad. Inga underarter finns listade i Catalogue of Life.